# عن ولد (فلم)
عن ولد (بالإنجليزية: About a Boy) هو فيلم درامي وكوميدي ورومانسي أمريكي صدر عام 2002. أخرجه كريس ويتز وبول ويتز وكتب قصته وبيتر هيدجز. اشترك في البطولة كل من هيو جرانت ونيكولاس هولت وتوني كوليت.

## الميزانية والإيرادات
بلغت تكلفة إنتاج الفيلم حوالي 30 مليون دولار بينما حقق إيرادات تقدر بـ 130,549,455 دولار.

## وصلات خارجية
- مقالات تستعمل روابط فنية بلا صلة مع ويكي بيانات